# Johann Friedrich von Drouart
Johann Friedrich von Drouart (* 22. Juli 1713 in Kleve; † 16. Mai 1794 Nimptsch in Schlesien) war königlich-preußischer Generalmajor und Kommandeur des Garnisons-Regiments Nr. 2.

## Leben

### Herkunft
Sein Vater war der preußische Hauptmann und Platzmajor von Wesel Moritz Samuel von Drouart, seine Mutter dessen Ehefrau Elisabeth de Lauvidon.

### Militärlaufbahn
Er kam zunächst als Page an den Hof des preußischen Königs Friedrich Wilhelm I. Er trat am 25. April 1734 als Fähnrich in das Dragoner-Regiment Nr. 1 (Platen) ein. Am 31. Mai 1733 wurde er Seconde-Lieutenant. Am 16. April 1741 wurde das Regiment Nr. 1 geteilt und er wurde in das neu errichtete Dragoner-Regiment Nr. 9 versetzt, wo er am 27. Oktober 1743 zum Premier-Lieutenant befördert wurde. Im Zweiten Schlesischen Krieg kämpfte er in der Schlacht bei Kesselsdorf. Am 8. Juni 1750 wurde er Stabshauptmann und am 27. Juli 1753 erhielt er die Genehmigung, bei den Gensdarmes Dienst zu tun. Am 9. Oktober 1756 wurde er Hauptmann und Kompaniechef im Garnisons-Regiment Nr. 2 mit Patent vom 6. September 1756. Am 15. Februar 1760 wurde er Major und am 22. September 1767 Oberstleutnant und Kommandeur des Regiments. Am 22. Juni 1772 wurde er Oberst und am 23. Januar 1783 erhielt er seine Demission mit 200 Talern Pension, dazu erhielt er am 5. Februar 1783 den Charakter eines Generalmajors. Am 16. Mai 1794 starb er in Nimptsch.

### Familie
Er war heiratete Johanna Juliane von Ohlen und Adlerskron (* 1731; † 30. März 1797) Tochter des königlich-preußischen Oberforstkommissars Joachim von Ohlen und Adlerscron auf Boguslawitz. Das Paar hatte mehrere Kinder, darunter:
- Charlotte Sophie (* 1762; † 7. Juli 1795) ⚭ N.N. Wendland[2]
- Johann Friedrich Moritz (* 1761; † 2. Januar 1840) ⚭ 1793 Charlotte Frederike Amalie von Goldfuss[3]